# Laura Chinchilla
Laura Chinchilla Miranda (San José, 28 de març de 1959) és una política costa-riquenya, primera dona escollida presidenta de Costa Rica per a un període de quatre anys que va iniciar el 8 de maig de 2010. Va ser postulada pel Partido Liberación Nacional. Va ser la primera dona costa-riquenya escollida per a aquest càrrec des que es va permetre el vot femení, al 1949, i la cinquena dona de l'Amèrica Llatina. presidenta. Prèviament havia estat ministra de Justícia i vicepresidenta del govern del president Óscar Arias. Va guanyar les eleccions presidencials de 2010 amb el 46,76% dels vots.